# Чемпионат Чехословакии по волейболу среди мужчин
Чемпионат Чехословакии по волейболу среди мужчин — ежегодное соревнование мужских волейбольных команд Чехословакии. Проводились в 1924—1992 годах. Наибольшее число побед на счету пражской команды «Руда Гвезда» (с 1990 «Олимп») — 10.
В последние годы соревнования проводились в национальной и народной лигах. Организатором чемпионатов являлся Чехословацкий волейбольный союз (ЧСВС). После объявления о предстоящем с 1 января 1993 года распаде Чехословакии ЧСВС разделился на Чешский волейбольный союз и Словацкую волейбольную федерацию. С сезона 1992/93 проводятся самостоятельные чемпионаты Чехии и Словакии.

## Чемпионы
| - 1924 «Стракова Академия» Прага - 1925 «Высокошколы» Прага - 1926 «Высокошколы» Прага - 1927 «Стракова Академия» Прага - 1928 «Стракова Академия» Прага - 1929 «Сокол» Кромержиж - 1930 «Стракова Академия» Прага - 1931 «Стракова Академия» Прага - 1932 «Сокол» Кромержиж - 1933 «Маратон» Прага - 1934 «Сумтер» Прага - 1935 «Сокол» Пльзень - 1936 «Сокол» Кромержиж - 1937 «Сокол-Высочани» Прага - 1938 «Сокол-Высочани» Прага - 1939 «Сокол» Пардубице - 1940 «Филипс» Прага - 1941 «Филипс» Прага - 1942 «Виктория» Пльзень - 1943 «Филипс» Прага - 1944 «Пардубице» - 1945 «Филипс» Прага - 1946 «Жиденице» Брно - 1947 «Живот» Прага - 1948 «Сокол» Колин - 1949 «Сокол» Колин - 1950 АТК Прага - 1951 АТК Прага - 1952 АТК Прага - 1953 УДА Прага - 1954 УДА Прага - 1955 УДА Прага - 1956 «Славия» Прага - 1957 «Славия» Прага - 1958 «Славия» Прага | - 1959 «Славия» Прага - 1960 «Дукла» Колин - 1961 «Дукла» Колин - 1962 «Локомотива» Прага - 1963 «Дукла» Колин - 1964 «Славия» Прага - 1965 «Спартак» Брно - 1966 «Руда Гвезда» Прага - 1967 «Руда Гвезда» Прага - 1968 ВЖКГ Острава - 1969 «Зетор-Збройовка» Брно - 1970 «Зетор-Збройовка» Брно - 1971 «Зетор-Збройовка» Брно - 1972 «Руда Гвезда» Прага - 1973 «Дукла» Либерец - 1974 «Збройовка» Брно - 1975 «Дукла» Либерец - 1976 «Дукла» Либерец - 1977 «Аэро» Одолена-Вода - 1978 «Червена Гвезда» Братислава - 1979 «Червена Гвезда» Братислава - 1980 «Дукла» Либерец - 1981 «Червена Гвезда» Братислава - 1982 «Руда Гвезда» Прага - 1983 «Дукла» Либерец - 1984 «Руда Гвезда» Прага - 1985 «Руда Гвезда» Прага - 1986 «Руда Гвезда» Прага - 1987 «Аэро» Одолена-Вода - 1988 «Аэро» Одолена-Вода - 1989 «Руда Гвезда» Прага - 1990 «Збройовка» Брно - 1991 «Олимп» Прага - 1992 «Олимп» Прага |